# Драгикса Лорен
Драгикса Лорен (фр. Draghixa Laurent), более известная как Драгикса, настоящее имя Драгица Йованович (хорв. Dragica Jovanović) — французская порноактриса и певица хорватского происхождения.

## Биография
Родилась 3 июня 1973 года в Сплите. Переехала во Францию вместе с семьей в возрасте двух лет. В индустрии фильмов для взрослых дебютировала в 1993 году, в третьем выпуске серии фильмов Offertes a Tout режиссера Марка Дорселя. В 1995 году завоевала награду Hot d'Or как лучшая европейская актриса за роль в фильме Аромат Матильды (Le Parfum de Mathilde), а через несколько недель ушла из индустрии.
В 1996 году под именем Моники Домбровски выпустила музыкальный сингл Dream, а на следующий год поучаствовала в записи композиции Did You Test? французского ди-джея Lapsus. Позднее, совместно с Джулией Шанель, снялась в клипе Cours Vite французской рок-группы Silmarils, а также в клипе You Are My High французского музыканта Demon.

## Ссылка
- Draghixa Laurent on Adult Film Database
- Профиль на сайте AVN (англ.)